# Fontinalia
Les Fontinalia (Fontinales) sont des fêtes religieuses romaines célébrées en l'honneur de Fontus, divinité des eaux courantes et des sources, durant lesquelles des guirlandes de fleurs sont jetées dans les sources ou placée sur les puits. Elles avaient généralement lieu le 13 octobre,.
Une brève description de ces fêtes est donnée par Varron. Ce dernier explique dans De lingua latina : 
« Fontanalia a Fonte, quod is dies feriae eius; ab eo tum et in fontes coronas iaciunt et puteos coronant. »
« Fontanalia, fête en l'honneur des nymphes des fontaines, pendant laquelle on jetait des guirlandes dans les fontaines et l'on couronnait les puits. »
— Traduction M. Nisard
En effet, Rome compte beaucoup de fontaines (fons fontis), construites pour célébrer des personnes importantes ou des événements cruciaux. Elle est même surnommée « la ville des fontaines ».